# علامة ألدر
علامة ألدر (بالإنجليزية: Alder's sign)‏ وتعرف أيضاً باسمعلامة كلاين، هي علامة طبية تستخدم للتفريق بين التهاب الزائدة الدودية ومرض التهاب الحوض.